# ژولیان پالما
ژولیان پالما (فرانسوی: Julien Palma‎؛ زادهٔ ۱ ژانویهٔ ۱۹۹۳) دوچرخه‌سوار اهل فرانسه است.